# Streženice
Streženice este o comună slovacă, aflată în districtul Púchov din regiunea Trenčín. Localitatea se află la altitudinea de 254 m deasupra n.m., se întinde pe o suprafață de 7,98 km2 și în 2017 număra 997 de locuitori. Se învecinează cu comuna Púchov.

## Istoric
Localitatea Streženice este atestată documentar din 1408.

## Demografie
| An:                | 1994 | 2004    | 2014    | 2024    |
| ------------------ | ---- | ------- | ------- | ------- |
| Număr de persoane: | 769  | 853     | 949     | 1105    |
| Diferență:         |      | +10,92% | +11,25% | +16,43% |

| An:                | 2023 | 2024   |
| ------------------ | ---- | ------ |
| Număr de persoane: | 1084 | 1105   |
| Diferență:         |      | +1,93% |